# Lekkoatletyka na Letnich Igrzyskach Olimpijskich 1972 – bieg na 1500 m mężczyzn
Bieg na 1500 metrów mężczyzn podczas XX Letnich Igrzysk Olimpijskich w Monachium rozegrano 8 (eliminacje), 9 (półfinały) i 10 września 1972 (finał) na Stadionie Olimpijskim. Zwycięzcą został reprezentant Finlandii Pekka Vasala.

## Rekordy

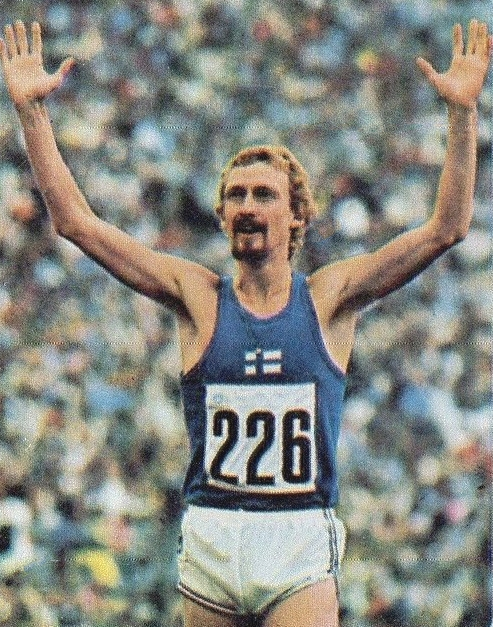
Pekka Vasala

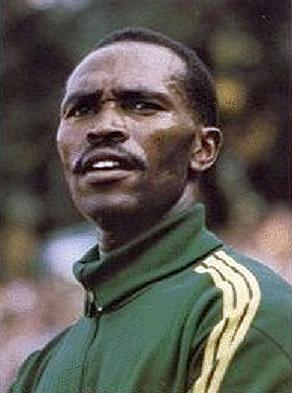
Kipchoge Keino

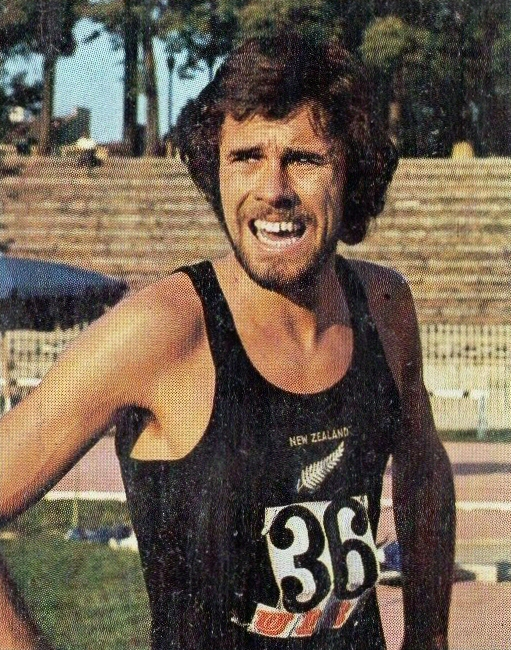
Rod Dixon

|                   | Zawodnik       | Narodowość        | Czas   | Data                      | Miejsce     |
| ----------------- | -------------- | ----------------- | ------ | ------------------------- | ----------- |
| Rekord świata     | Jim Ryun       | Stany Zjednoczone | 3:33,1 | 8 lipca 1967(dts)         | Los Angeles |
| Rekord olimpijski | Kipchoge Keino | Kenia             | 3:34,9 | 20 października 1968(dts) | Meksyk      |

## Wyniki
| Poz. - pozycja |
| – rekord świata \| – rekord krajowy \| – rekord życiowy \| = – wyrównany rekord życiowy \| · – najlepszy wynik w sezonie \| = – wyrównany najlepszy wynik w sezonie \| – rekord olimpijski |
| Fn – falstart \| DNF – nie ukończył \| DNS – nie wystartował \| DSQ – zdyskwalifikowany |

### Eliminacje
Rozegrano siedem biegów eliminacyjnych. Do półfinałów awansowało po czterech najlepszych zawodników z każdego biegu (Q) oraz dwóch z najlepszymi czasami spośród pozostałych (q).

#### Bieg 1
| Poz. | Zawodnik              | Narodowość        | Rezultat | Uwagi |
| ---- | --------------------- | ----------------- | -------- | ----- |
| 1    | Thomas Wessinghage    | RFN               | 3:40,56  | Q     |
| 2    | Dave Wottle           | Stany Zjednoczone | 3:40,60  | Q     |
| 3    | Jean-Pierre Dufresne  | Francja           | 3:40,75  | Q     |
| 4    | Brendan Foster        | Wielka Brytania   | 3:40,79  | Q     |
| 5    | Donaldo Arza          | Panama            | 3:41,73  |       |
| 6    | Iwan Iwanow           | ZSRR              | 3:42,3   |       |
| 7    | Mehmet Tümkan         | Turcja            | 3:44,0   |       |
| 8    | Mohamed Kacemi        | Algieria          | 3:45,2   |       |
| 9    | Daniel Andrade        | Senegal           | 3:59,2   |       |
| 10   | Dafallah Sultan Farah | Sudan             | 4:02,9   |       |

#### Bieg 2
| Poz. | Zawodnik        | Narodowość      | Rezultat | Uwagi |
| ---- | --------------- | --------------- | -------- | ----- |
| 1    | Francesco Arese | Włochy          | 3:44,0   | Q     |
| 2    | Herman Mignon   | Belgia          | 3:44,2   | Q     |
| 3    | Bodo Tümmler    | RFN             | 3:44,5   | Q     |
| 4    | Gerd Larsen     | Dania           | 3:44,7   | Q     |
| 5    | John Kirkbride  | Wielka Brytania | 3:45,3   |       |
| 6    | Filbert Bayi    | Tanzania        | 3:45,4   |       |
| 7    | Josef Horčic    | Czechosłowacja  | 3:45,7   |       |
| 8    | Bill Smart      | Kanada          | 3:49,2   |       |
| –    | Kassem Hamzé    | Liban           | DNS      |       |
| –    | Bram Wassenaar  | Holandia        | DNS      |       |

#### Bieg 3
| Poz. | Zawodnik                   | Narodowość       | Rezultat | Uwagi |
| ---- | -------------------------- | ---------------- | -------- | ----- |
| 1    | Shibrou Regassa            | Etiopia          | 3:43,6   | Q     |
| 2    | Spilios Zacharopulos       | Grecja           | 3:43,8   | Q     |
| 3    | Henryk Szordykowski        | Polska           | 3:44,2   | Q     |
| 4    | Pekka Päivärinta           | Finlandia        | 3:44,4   | Q     |
| 5    | André Dehertoghe           | Belgia           | 3:44,6   |       |
| 6    | Petre Lupan                | Rumunia          | 3:44,8   |       |
| 7    | Mohamed Makdouf            | Maroko           | 3:48,4   |       |
| 8    | Abdul Wahab Naser Al-Safra | Arabia Saudyjska | 4:14,5   |       |
| –    | Robert Leborgne            | Francja          | DNS      |       |
| –    | Benson Mulomba             | Zambia           | DNS      |       |

#### Bieg 4
| Poz. | Zawodnik           | Narodowość        | Rezultat | Uwagi |
| ---- | ------------------ | ----------------- | -------- | ----- |
| 1    | Kipchoge Keino     | Kenia             | 3:39,97  | Q     |
| 2    | Rod Dixon          | Nowa Zelandia     | 3:40,03  | Q     |
| 3    | Gunnar Ekman       | Szwecja           | 3:40,40  | Q     |
| 4    | Klaus-Peter Justus | NRD               | 3:40,44  | Q     |
| 5    | Gianni Del Buono   | Włochy            | 3:40,78  | q     |
| 6    | Werner Meier       | Szwajcaria        | 3:43,1   |       |
| 7    | Muhammad Younis    | Pakistan          | 3:44,1   |       |
| 8    | Vitus Ashaba       | Uganda            | 3:45,2   |       |
| 9    | Jim Ryun           | Stany Zjednoczone | 3:51,5   |       |
| 10   | Billy Fordjour     | Ghana             | 4:08,2   |       |
| –    | Jewhen Arżanow     | ZSRR              | DNS      |       |

#### Bieg 5
| Poz. | Zawodnik            | Narodowość      | Rezultat | Uwagi |
| ---- | ------------------- | --------------- | -------- | ----- |
| 1    | Hailu Ebba          | Etiopia         | 3:41,6   | Q     |
| 2    | Paul-Heinz Wellmann | RFN             | 3:41,8   | Q     |
| 3    | Ray Smedley         | Wielka Brytania | 3:42,1   | Q     |
| 4    | Chris Fisher        | Australia       | 3:42,5   | Q     |
| 5    | Frank Murphy        | Irlandia        | 3:43,4   |       |
| 6    | Byron Dyce          | Jamajka         | 3:46,9   |       |
| 7    | Cosmas Silei        | Kenia           | 3:52,0   |       |
| 8    | Jože Međimurec      | Jugosławia      | 3:52,1   |       |
| 9    | Harry Nkopeka       | Malawi          | 4:00,9   |       |
| 10   | Edward Kar          | Liberia         | 4:21,4   |       |

#### Bieg 6
| Poz. | Zawodnik           | Narodowość        | Rezultat | Uwagi |
| ---- | ------------------ | ----------------- | -------- | ----- |
| 1    | Pekka Vasala       | Finlandia         | 3:40,86  | Q     |
| 2    | Tom Hansen         | Dania             | 3:41,08  | Q     |
| 3    | Bob Wheeler        | Stany Zjednoczone | 3:41,34  | Q     |
| 4    | Haico Scharn       | Holandia          | 3:41,41  | Q     |
| 5    | Ulf Högberg        | Szwecja           | 3:41,5   | q     |
| 6    | Edgard Salvé       | Belgia            | 3:42,1   |       |
| 7    | Anthony Colón      | Portoryko         | 3:44,6   |       |
| 8    | Édouard Rasoanaivo | Madagaskar        | 3:48,5   |       |
| 9    | Jaiye Abidoye      | Nigeria           | 3:48,8   |       |
| 10   | Mohamed Aboker     | Somalia           | 3:59,5   |       |

#### Bieg 7
| Poz. | Zawodnik           | Narodowość    | Rezultat | Uwagi |
| ---- | ------------------ | ------------- | -------- | ----- |
| 1    | Mike Boit          | Kenia         | 3:42,2   | Q     |
| 2    | Tony Polhill       | Nowa Zelandia | 3:42,3   | Q     |
| 3    | Wołodymyr Pantelej | ZSRR          | 3:42,3   | Q     |
| 4    | Jacky Boxberger    | Francja       | 3:42,6   | Q     |
| 5    | Mansour Guettaya   | Tunezja       | 3:43,9   |       |
| 6    | Fernando Mamede    | Portugalia    | 3:45,1   |       |
| 7    | Azzedine Azzouzi   | Algieria      | 3:46,4   |       |
| 8    | Kenneth Elmer      | Kanada        | 3:46,6   |       |
| 9    | Esaie Fongang      | Kamerun       | 3:54,5   |       |
| 10   | Jimmy Crampton     | Birma         | 4:06,9   |       |

### Półfinały
Rozegrano trzy biegi półfinałowe. Do finału awansowało po trzech najlepszych zawodników z każdego biegu (Q) oraz jeden z najlepszym czasem spośród pozostałych (q).

#### Bieg 1
| Poz. | Zawodnik             | Narodowość        | Rezultat | Uwagi |
| ---- | -------------------- | ----------------- | -------- | ----- |
| 1    | Mike Boit            | Kenia             | 3:41,34  | Q     |
| 2    | Wołodymyr Pantelej   | ZSRR              | 3:41,6   | Q     |
| 3    | Tom Hansen           | Dania             | 3:41,6   | Q     |
| 4    | Dave Wottle          | Stany Zjednoczone | 3:41,6   |       |
| 5    | Chris Fisher         | Australia         | 3:42,0   |       |
| 6    | Gianni Del Buono     | Włochy            | 3:42,0   |       |
| 7    | Thomas Wessinghage   | RFN               | 3:43,4   |       |
| 8    | Spilios Zacharopulos | Grecja            | 3:43,5   |       |
| 9    | Ulf Högberg          | Szwecja           | 3:43,6   |       |
| 10   | Hailu Ebba           | Etiopia           | 3:43,7   |       |

#### Bieg 2
| Poz. | Zawodnik            | Narodowość      | Rezultat | Uwagi |
| ---- | ------------------- | --------------- | -------- | ----- |
| 1    | Kipchoge Keino      | Kenia           | 3:41,15  | Q     |
| 2    | Herman Mignon       | Belgia          | 3:41,7   | Q     |
| 3    | Tony Polhill        | Nowa Zelandia   | 3:41,8   | Q     |
| 4    | Shibrou Regassa     | Etiopia         | 3:41,9   |       |
| 5    | Jacky Boxberger     | Francja         | 3:42,4   |       |
| 6    | Henryk Szordykowski | Polska          | 3:42,5   |       |
| 7    | Haico Scharn        | Holandia        | 3:44,4   |       |
| 8    | Pekka Päivärinta    | Finlandia       | 3:45,1   |       |
| 9    | Ray Smedley         | Wielka Brytania | 3:45,8   |       |
| 10   | Bodo Tümmler        | RFN             | 3:50,0   |       |

#### Bieg 3
| Poz. | Zawodnik             | Narodowość        | Rezultat | Uwagi |
| ---- | -------------------- | ----------------- | -------- | ----- |
| 1    | Rod Dixon            | Nowa Zelandia     | 3:37,91  | Q     |
| 2    | Pekka Vasala         | Finlandia         | 3:37,91  | Q     |
| 3    | Brendan Foster       | Wielka Brytania   | 3:38,20  | Q,    |
| 4    | Paul-Heinz Wellmann  | RFN               | 3:38,42  | q     |
| 5    | Gunnar Ekman         | Szwecja           | 3:39,44  |       |
| 6    | Bob Wheeler          | Stany Zjednoczone | 3:40,36  |       |
| 7    | Francesco Arese      | Włochy            | 3:41,08  |       |
| 8    | Jean-Pierre Dufresne | Francja           | 3:41,6   |       |
| 9    | Klaus-Peter Justus   | NRD               | 3:44,6   |       |
| 10   | Gerd Larsen          | Dania             | 3:59,4   |       |

### Finał
| Poz. | Zawodnik            | Narodowość      | Rezultat | Uwagi |
| ---- | ------------------- | --------------- | -------- | ----- |
| 1    | Pekka Vasala        | Finlandia       | 3:36,33  | [ 5 ] |
| 2    | Kipchoge Keino      | Kenia           | 3:36,81  |       |
| 3    | Rod Dixon           | Nowa Zelandia   | 3:37,46  | [ 6 ] |
| 4    | Mike Boit           | Kenia           | 3:38,41  |       |
| 5    | Brendan Foster      | Wielka Brytania | 3:39,02  |       |
| 6    | Herman Mignon       | Belgia          | 3:39,05  |       |
| 7    | Paul-Heinz Wellmann | RFN             | 3:40,08  |       |
| 8    | Wołodymyr Pantelej  | ZSRR            | 3:40,24  |       |
| 9    | Tony Polhill        | Nowa Zelandia   | 3:41,8   |       |
| 10   | Tom Hansen          | Dania           | 3:46,6   |       |